# 國立臺灣藝術大學圖書館
國立臺灣藝術大學圖書館（簡稱臺藝大圖書館），是國立台灣藝術大學設立之圖書館，成立於1955年10月。
臺藝大圖書館前身為藝術學校圖書室；建築樓高6層，提供教職員和學生中西文書籍、視聽資料借閱等服務。

## 開放時間
開放時間為週一至週五8:30 ~ 22:00；週六至週日9:00 ~ 17:00。

## 外部連結
- 國立臺灣藝術大學圖書館 （页面存档备份，存于）